# Morigny
Morigny – miejscowość i gmina we Francji, w regionie Normandia, w departamencie Manche.
Według danych na rok 1990 gminę zamieszkiwały 104 osoby, a gęstość zaludnienia wynosiła 24 osoby/km² (wśród 1815 gmin Dolnej Normandii Morigny plasuje się na 782. miejscu pod względem liczby ludności, natomiast pod względem powierzchni na miejscu 938.).